# Зикунов Петро Олександрович
Петро Олександрович Зикуно́в (нар. 4 серпня 1947, Зеремля) — український живописець; член Спілки радянських художників України з 1980 року.

## Біографія
Народився 4 серпня 1947 року в селі Зеремлі (нині Звягельський район Житомирської області, Україна). 1971 року закінчив Київський художній інститут, де навчався у Валентини Виродової-Готьє, Анатолія Пламеницького, Олександра Сиротенка, Карпа Трохименка.
Протягом 2002—2005 років обіймав посаду заступника голови Київської організації Національної спілки художників України; з 2005 року — Національної спілки художників України.
Мешкає у Києві.

## Творчість
Працює у галузях станкового (створює пейзажі, портрети, жанрові картини) і монументального живопису. Серед робіт:
живопис
- «Учителька» (1976);
- «Сімнадцята весна» (1979);
- «Спортивне свято» (1980);
- «Повернувся сержант додому» (1990);
- «Церква в Пархомівці» (1998);
- «Автопортрет» (2001);
- «Зима в Зеремлі» (2004);
- «Вечірня» (2004);
- «Пархомівка» (2005);
- «Вечір в Аполлонівці» (2006);
- «Світлий день» (2006);
- «Інкерман» (2006);
- «Марс штормить» (2006);
- «Ранкова сюїта» (2008);
- «Веселка над Полтавою» (2009);
- «Вечір в Херсонесі» (2010).

Наприкінці 1990-х років у Києві розписував Михайлівський Золотоверхий собор.
З 1972 року бере участь у всеукраїнських та зарубіжних мистецьких виставках. 
Окремі полотна майстра зберігаються в Національному художньому музеї України в Києві, Севастопольському художньому музеї, Вінницькому краєзнавчому музеї та Чернігівському історичному.

## Відзнаки
- Заслужений художник України з 2006 року (за вагомий особистий внесок у державне будівництво, утвердження конституційних прав і свобод громадян, соціально-економічний і духовний розвиток України)[2];
- Лавреат Мистецької премії «Київ» у галузі образотворчого мистецтва — імені Сергія Шишка за 2007 рік (за серію робіт «Храми України», «Кримські краєвиди», «Житомирщина» та перемогу в конкурсі Національної спілки художників України)[3];